# Eerste divisie 2000/01
Het seizoen 2000/01 van de Nederlandse Eerste divisie had FC Den Bosch als kampioen. Den Bosch promoveerde daarmee naar de Eredivisie. Via de nacompetitie wist niemand van de zes hoogst geëindigde clubs te promoveren.

## Reguliere competitie

### Eindstand
| pos | club               | gs | w  | g  | v  | pnt | dv | dt | ds  |
| --- | ------------------ | -- | -- | -- | -- | --- | -- | -- | --- |
| 1.  | FC Den Bosch       | 34 | 23 | 6  | 5  | 75  | 64 | 25 | 39  |
| 2.  | Excelsior          | 34 | 20 | 6  | 8  | 66  | 89 | 63 | 26  |
| 3.  | FC Zwolle          | 34 | 18 | 10 | 6  | 64  | 73 | 41 | 32  |
| 4.  | Cambuur Leeuwarden | 34 | 15 | 9  | 10 | 54  | 55 | 52 | 3   |
| 5.  | FC Volendam        | 34 | 16 | 5  | 13 | 53  | 58 | 48 | 10  |
| 6.  | Go Ahead Eagles    | 34 | 16 | 5  | 13 | 53  | 62 | 63 | -1  |
| 7.  | Telstar            | 34 | 15 | 8  | 11 | 53  | 47 | 48 | -1  |
| 8.  | Helmond Sport      | 34 | 13 | 9  | 12 | 48  | 69 | 50 | 19  |
| 9.  | Eindhoven          | 34 | 12 | 9  | 13 | 45  | 58 | 57 | 1   |
| 10. | TOP Oss            | 34 | 14 | 3  | 17 | 45  | 59 | 67 | -8  |
| 11. | Emmen              | 34 | 11 | 8  | 15 | 41  | 53 | 64 | -11 |
| 12. | Dordrecht '90      | 34 | 10 | 10 | 14 | 40  | 58 | 59 | -1  |
| 13. | MVV                | 34 | 12 | 4  | 18 | 40  | 47 | 58 | -11 |
| 14. | BV Veendam         | 34 | 11 | 6  | 17 | 39  | 54 | 69 | -15 |
| 15. | Heracles Almelo    | 34 | 10 | 9  | 15 | 39  | 38 | 56 | -18 |
| 16. | ADO Den Haag       | 34 | 9  | 9  | 16 | 36  | 51 | 71 | -20 |
| 17. | Haarlem            | 34 | 8  | 10 | 16 | 34  | 46 | 64 | -18 |
| 18. | VVV                | 34 | 8  | 4  | 22 | 28  | 37 | 63 | -26 |

### Legenda
| Kleur | Kwalificatie voor                             |
| ----- | --------------------------------------------- |
|       | Promotie naar de Eredivisie                   |
|       | Nacompetitie voor promotie naar de Eredivisie |

### Uitslagen
|                    | ADO   | DBO   | CAM   | D90   | EIN   | EMM   | EXC   | GAE   | HFC   | HSP   | HER   | MVV   | TEL   | TOP   | VEE   | VOL   | VVV   | ZWO   |
| ------------------ | ----- | ----- | ----- | ----- | ----- | ----- | ----- | ----- | ----- | ----- | ----- | ----- | ----- | ----- | ----- | ----- | ----- | ----- |
| ADO Den Haag       |       | 1 – 4 | 1 – 1 | 1 – 2 | 1 – 4 | 3 – 2 | 2 – 3 | 3 – 5 | 2 – 1 | 3 – 2 | 1 – 1 | 1 – 2 | 0 – 0 | 3 – 2 | 2 – 2 | 2 – 4 | 2 – 2 | 1 – 4 |
| FC Den Bosch       | 1 – 0 |       | 1 – 0 | 2 – 0 | 2 – 0 | 2 – 2 | 4 – 0 | 1 – 1 | 1 – 2 | 3 – 0 | 2 – 0 | 4 – 0 | 1 – 0 | 2 – 0 | 3 – 0 | 2 – 0 | 2 – 0 | 2 – 2 |
| Cambuur Leeuwarden | 2 – 0 | 0 – 1 |       | 1 – 0 | 0 – 3 | 3 – 3 | 1 – 5 | 3 – 0 | 2 – 1 | 2 – 1 | 1 – 1 | 0 – 0 | 3 – 0 | 3 – 1 | 2 – 2 | 1 – 0 | 3 – 1 | 1 – 1 |
| Dordrecht '90      | 2 – 0 | 1 – 3 | 1 – 2 |       | 0 – 0 | 2 – 3 | 5 – 2 | 4 – 2 | 2 – 0 | 0 – 1 | 2 – 2 | 3 – 2 | 5 – 0 | 1 – 2 | 2 – 3 | 1 – 2 | 1 – 4 | 2 – 1 |
| Eindhoven          | 2 – 3 | 2 – 2 | 0 – 2 | 2 – 2 |       | 3 – 1 | 2 – 3 | 3 – 1 | 4 – 2 | 0 – 5 | 2 – 0 | 4 – 1 | 0 – 0 | 2 – 0 | 5 – 3 | 3 – 1 | 1 – 2 | 4 – 1 |
| Emmen              | 6 – 1 | 0 – 1 | 1 – 3 | 1 – 1 | 1 – 1 |       | 3 – 1 | 2 – 0 | 4 – 0 | 1 – 1 | 1 – 5 | 2 – 1 | 1 – 2 | 3 – 3 | 4 – 0 | 1 – 5 | 1 – 0 | 2 – 4 |
| Excelsior          | 2 – 2 | 2 – 1 | 3 – 2 | 5 – 4 | 2 – 0 | 3 – 2 |       | 4 – 1 | 5 – 1 | 4 – 2 | 4 – 0 | 5 – 1 | 4 – 2 | 4 – 0 | 3 – 1 | 2 – 1 | 3 – 3 | 3 – 3 |
| Go Ahead Eagles    | 0 – 4 | 1 – 0 | 3 – 1 | 2 – 2 | 2 – 1 | 1 – 2 | 4 – 1 |       | 2 – 1 | 2 – 0 | 5 – 0 | 1 – 0 | 1 – 1 | 3 – 0 | 3 – 1 | 2 – 2 | 2 – 1 | 0 – 2 |
| Haarlem            | 0 – 4 | 0 – 0 | 1 – 1 | 2 – 2 | 1 – 1 | 3 – 0 | 2 – 2 | 2 – 4 |       | 4 – 0 | 1 – 1 | 3 – 1 | 2 – 2 | 3 – 1 | 1 – 1 | 0 – 0 | 3 – 1 | 1 – 1 |
| Helmond Sport      | 5 – 0 | 0 – 2 | 2 – 3 | 1 – 1 | 5 – 0 | 0 – 0 | 1 – 1 | 5 – 0 | 3 – 0 |       | 1 – 1 | 3 – 1 | 1 – 2 | 4 – 1 | 2 – 0 | 3 – 0 | 4 – 0 | 2 – 2 |
| Heracles Almelo    | 0 – 0 | 1 – 1 | 1 – 0 | 2 – 2 | 0 – 1 | 2 – 0 | 2 – 2 | 0 – 1 | 2 – 0 | 3 – 2 |       | 1 – 0 | 0 – 1 | 0 – 1 | 1 – 4 | 0 – 3 | 1 – 0 | 1 – 2 |
| MVV                | 3 – 1 | 1 – 4 | 3 – 1 | 1 – 3 | 3 – 1 | 0 – 0 | 0 – 2 | 3 – 1 | 2 – 1 | 3 – 0 | 5 – 1 |       | 1 – 2 | 1 – 4 | 3 – 0 | 1 – 0 | 4 – 0 | 1 – 1 |
| Telstar            | 3 – 1 | 0 – 3 | 3 – 3 | 1 – 0 | 1 – 1 | 0 – 1 | 3 – 1 | 2 – 0 | 0 – 1 | 1 – 1 | 2 – 1 | 1 – 0 |       | 5 – 1 | 0 – 0 | 2 – 0 | 1 – 0 | 1 – 3 |
| TOP Oss            | 0 – 3 | 0 – 2 | 1 – 2 | 4 – 0 | 3 – 3 | 4 – 0 | 3 – 0 | 2 – 2 | 1 – 4 | 4 – 2 | 1 – 2 | 1 – 0 | 4 – 3 |       | 1 – 2 | 3 – 1 | 3 – 0 | 3 – 0 |
| BV Veendam         | 1 – 2 | 3 – 1 | 4 – 1 | 2 – 1 | 1 – 1 | 4 – 2 | 2 – 0 | 2 – 5 | 2 – 1 | 4 – 4 | 0 – 1 | 0 – 1 | 0 – 3 | 2 – 4 |       | 1 – 3 | 1 – 2 | 2 – 0 |
| FC Volendam        | 0 – 0 | 1 – 2 | 4 – 1 | 2 – 2 | 2 – 1 | 2 – 0 | 0 – 5 | 4 – 2 | 3 – 2 | 1 – 3 | 1 – 2 | 1 – 1 | 4 – 0 | 1 – 0 | 0 – 1 |       | 3 – 0 | 3 – 1 |
| VVV                | 1 – 1 | 1 – 2 | 2 – 3 | 0 – 1 | 1 – 0 | 0 – 1 | 1 – 2 | 0 – 2 | 2 – 0 | 0 – 2 | 4 – 2 | 2 – 0 | 2 – 3 | 0 – 1 | 3 – 2 | 1 – 2 |       | 0 – 3 |
| FC Zwolle          | 2 – 0 | 4 – 0 | 1 – 1 | 1 – 1 | 3 – 1 | 3 – 0 | 2 – 1 | 4 – 1 | 5 – 0 | 1 – 1 | 3 – 1 | 4 – 1 | 2 – 0 | 4 – 0 | 2 – 1 | 0 – 2 | 1 – 1 |       |

### Topscorers
| Pos. | Speler             | Club                | Goals |
| ---- | ------------------ | ------------------- | ----- |
| 1.   | Stefan Jansen      | TOP Oss             | 30    |
| 2.   | Bart Van den Eede  | FC Den Bosch        | 21    |
| 3.   | Raoul Henar        | Helmond Sport       | 20    |
| 4.   | Marco Boogers      | Dordrecht '90       | 19    |
| 5.   | Ivan Cvetkov       | BV Veendam          | 18    |
| 6.   | Jarda Šimr         | Excelsior           | 17    |
| 7.   | Ali Boussaboun     | ADO Den Haag        | 15    |
|      | Stanley MacDonald  | Eindhoven           | 15    |
|      | Hans van Arum      | Go Ahead Eagles     | 15    |
|      | Michel van Oostrum | Stormvogels Telstar | 15    |

## Nacompetitie

### Groep A

#### Eindstand
| pos | club            | gs | w | g | v | pnt | dv | dt | ds |
| --- | --------------- | -- | - | - | - | --- | -- | -- | -- |
| 1.  | Fortuna Sittard | 6  | 3 | 1 | 2 | 10  | 9  | 6  | 3  |
| 2.  | FC Zwolle       | 6  | 2 | 3 | 1 | 9   | 6  | 4  | 2  |
| 3.  | FC Volendam     | 6  | 3 | 0 | 3 | 9   | 6  | 8  | -2 |
| 4.  | Telstar         | 6  | 1 | 2 | 3 | 5   | 7  | 10 | -3 |

#### Legenda
| Kleur | Kwalificatie voor            |
| ----- | ---------------------------- |
|       | Geplaatst voor de Eredivisie |

#### Uitslagen
|                 | FSI   | TEL   | VOL   | ZWO   |
| --------------- | ----- | ----- | ----- | ----- |
| Fortuna Sittard |       | 2 – 1 | 3 – 1 | 1 – 2 |
| Telstar         | 1 – 3 |       | 2 – 1 | 1 – 1 |
| FC Volendam     | 1 – 0 | 2 – 1 |       | 1 – 0 |
| FC Zwolle       | 0 – 0 | 1 – 1 | 2 – 0 |       |

### Groep B

#### Eindstand
| pos | club               | gs | w | g | v | pnt | dv | dt | ds |
| --- | ------------------ | -- | - | - | - | --- | -- | -- | -- |
| 1.  | Sparta             | 6  | 4 | 1 | 1 | 13  | 14 | 8  | 6  |
| 2.  | Cambuur Leeuwarden | 6  | 3 | 0 | 3 | 9   | 11 | 13 | -2 |
| 3.  | Excelsior          | 6  | 2 | 1 | 3 | 7   | 14 | 14 | 0  |
| 4.  | Go Ahead Eagles    | 6  | 1 | 2 | 3 | 5   | 9  | 13 | -4 |

#### Legenda
| Kleur | Kwalificatie voor            |
| ----- | ---------------------------- |
|       | Geplaatst voor de Eredivisie |

#### Uitslagen
|                    | CAM   | EXC   | GAE   | SPA   |
| ------------------ | ----- | ----- | ----- | ----- |
| Cambuur Leeuwarden |       | 1 – 4 | 4 – 2 | 2 – 1 |
| Excelsior          | 3 – 2 |       | 3 – 3 | 3 – 4 |
| Go Ahead Eagles    | 1 – 2 | 1 – 0 |       | 1 – 1 |
| Sparta             | 2 – 0 | 3 – 1 | 3 – 1 |       |

Eerste klasse

1955/56

Eerste divisie

1956/57 · 1957/58 · 1958/59 · 1959/60 · 1960/61 · 1961/62 · 1962/63 · 1963/64 · 1964/65 · 1965/66 · 1966/67 · 1967/68 · 1968/69 · 1969/70 · 1970/71 · 1971/72 · 1972/73 · 1973/74 · 1974/75 · 1975/76 · 1976/77 · 1977/78 · 1978/79 · 1979/80 · 1980/81 · 1981/82 · 1982/83 · 1983/84 · 1984/85 · 1985/86 · 1986/87 · 1987/88 · 1988/89 · 1989/90 · 1990/91 · 1991/92 · 1992/93 · 1993/94 · 1994/95 · 1995/96 · 1996/97 · 1997/98 · 1998/99 · 1999/00 · 2000/01 · 2001/02 · 2002/03 · 2003/04 · 2004/05 · 2005/06 · 2006/07 · 2007/08 · 2008/09 · 2009/10 · 2010/11 · 2011/12 · 2012/13 · 2013/14 · 2014/15 · 2015/16 · 2016/17 · 2017/18 · 2018/19 · 2019/20 · 2020/21 · 2021/22 · 2022/23 · 2023/24 · 2024/25

Eredivisie · Eerste divisie · Johan Cruijff Schaal · KNVB Beker · Play-offs
ADO Den Haag · 
Cambuur Leeuwarden · 
FC Den Bosch · 
Dordrecht '90 · 
Eindhoven · 
Emmen · 
Excelsior · 
Go Ahead Eagles · 
Haarlem ·
Helmond Sport · 
Heracles Almelo · 
MVV · 
Telstar · 
TOP Oss · 
BV Veendam · 
FC Volendam · 
VVV · 
FC Zwolle